# Terpander z Antissy
Terpander (gr. Τέρπανδρος Terpandros, zm. po 675 p.n.e.) – pierwszy znany muzyk grecki, poeta. Działał głównie w Sparcie. Założył tam szkołę pieśni chóralnej. Przypisuje mu się wprowadzenie do muzyki greckiej siedmiostrunowej liry znanej w Azji Mniejszej. Ustalił reguły komponowania hymnu (nomos). Komponował też pieśni biesiadne.